# Lenny Zakatek
Lenny Zakatek (Lenny du Platel; Karachi, Raj Británico, 29 de julio de 1947), también conocido como "The Voice", es un cantante y músico de origen pakistaní que se trasladó al Reino Unido desde su infancia. Zakatek nació justo antes de que Karachi se convirtiera en parte de Pakistán y es reconocido por su labor en las bandas Gonzalez y The Alan Parsons Project.
En 1979 el músico publicó su primer álbum de estudio, producido por el propio Alan Parsons. En 1986 formó una banda llamada The Immortals en la que incluyó al reconocido bajista John Deacon. En 1989 publicó su segundo álbum en solitario, Small But Hard, seguido de Love Letters en 2016.

## Discografía

### Álbumes de estudio
- 1979: Lenny Zakatek
- 1989: Small But Hard
- 2016: Love Letters

### Sencillos
- 1979: Do It Right / Viens
- 1982: Say I Love You